# Bündnis „Armenien“
Das Bündnis „Armenien“ (armenisch Հայաստան դաշինք Hajastan Daschink (HD)) ist ein Wahlbündnis in Armenien. Das von Robert Kotscharjan geführte Bündnis umfasst die Armenische Revolutionäre Föderation ("Daschnaken"), die erst 2021 gegründete Partei Wiedergeborenes Armenien und die Partei „Ein Armenien“.

## Geschichte
Während der armenischen Proteste von 2020 und 2021 unterstützte Robert Kotscharjan die sogenannte „Bewegung zur Rettung des Vaterlandes“, ein politisches Bündnis, das bereits kurz nach dem verlorenen Krieg um Bergkarabach 2020 den Rücktritt des armenischen Ministerpräsidenten Nikol Paschinjan forderte, was dieser lange zurückwies. Erst im April 2021 trat er formell zurück, um Neuwahlen zu ermöglichen, bis zu denen er jedoch weiterhin geschäftsführend im Amt blieb und erneut als Spitzenkandidat seiner Partei antrat. Kotscharjan kündigte daraufhin an, dass er mit der Gründung eines neuen politischen Bündnisses selbst wieder in die Politik einsteigen werde. Das Bündnis „Armenien“ hielt seine Gründungszeremonie am 9. Mai 2021 in Jerewan ab und holte bei der Parlamentswahl in Armenien 2021 etwas über 21 % der Stimmen, womit es mit 29 Sitzen zur zweitstärksten Fraktion im Parlament wurde, welches den Oppositionsführer stellt. Kotscharjan selbst wollte kein Mandat annehmen. So ging die Fraktionsführerschaft an Sejran Ohanjan.

## Zusammensetzung
| Parteiname | Parteiname                          | Parteivorsitzender   | Beitrittsjahr | Mandate |
| ---------- | ----------------------------------- | -------------------- | ------------- | ------- |
|            | Armenische Revolutionäre Föderation | Ischchan Saghateljan | 2021          | 10/107  |
|            | Wiedergeborenes Armenien            | Wahe Hakobjan        | 2021          | 6/107   |
|            | Partei „Ein Armenien“               | Arthur Ghasinjan     | 2021          | 1/107   |
|            | Unabhängige                         | –                    | 2021          | 12/107  |

## Wahlergebnisse
| Jahr | Stimmen | Anteil  | Mandate | Platz |
| ---- | ------- | ------- | ------- | ----- |
| 2021 | 269.481 | 21,11 % | 29/107  | 2.    |